# 남방세줄무늬주머니쥐
남방세줄무늬주머니쥐(Monodelphis theresa)는 주머니쥐과에 속하는 남아메리카 주머니쥐의 일종이다. 브라질의 대서양림에서 발견된다.